# Ferrocarril en Islandia
Islandia no tiene un sistema ferroviario público. Ha habido tres pequeños ferrocarriles, pero ninguno llegó a formar parte de la red de transporte público. Las principales razones de la falta de ferrocarriles son la escasa población, la competencia con el tráfico de automóviles y la dureza del entorno. Las propuestas de construcción de ferrocarriles en Islandia comenzaron a principios del siglo XX, con una línea propuesta entre Reikiavik y Selfoss, pero se abandonaron. En la década de 2000 hubo nuevas propuestas para un sistema de ferrocarril ligero en la región de la capital y un enlace ferroviario con el aeropuerto de Keflavík.

## Ferrocarril del puerto de Reikiavik

### Red de vías

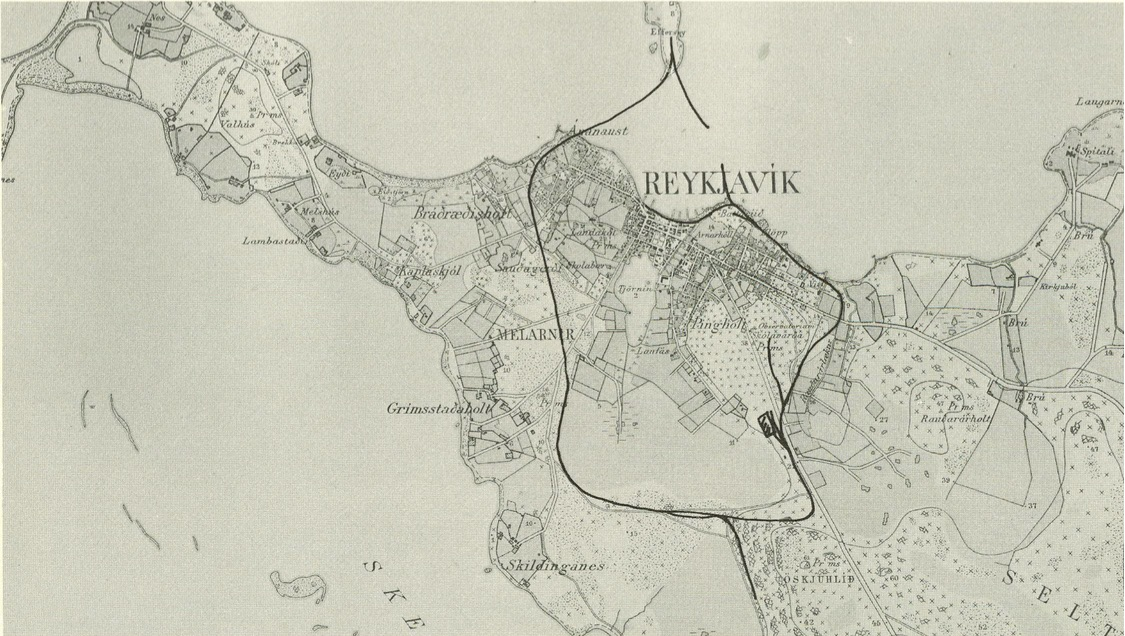
Mapa del ferrocarril del puerto de Reikiavik de 1902, por N. P. Kirk.

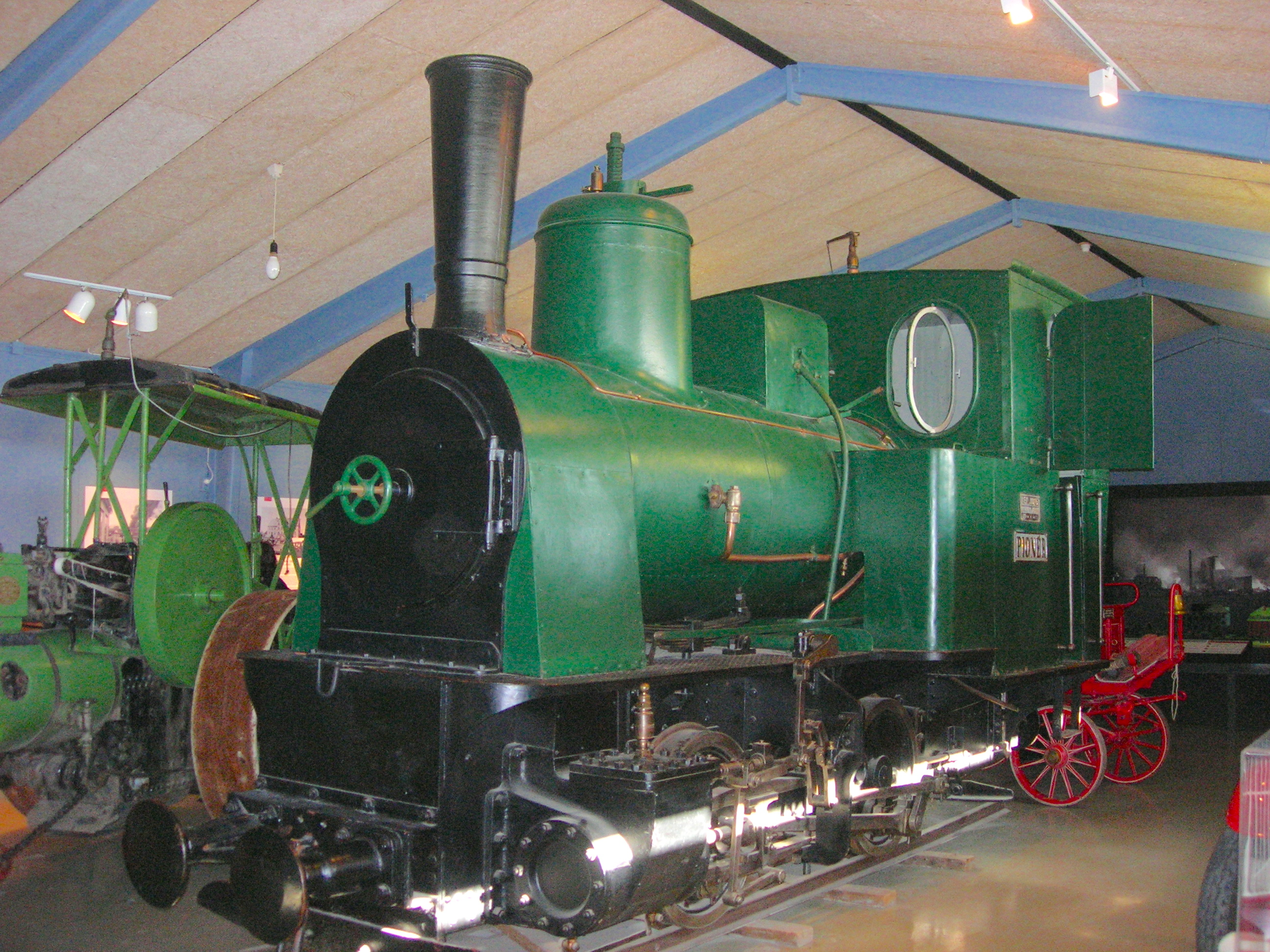
Locomotora Pioner tal y como se conserva en la actualidad.

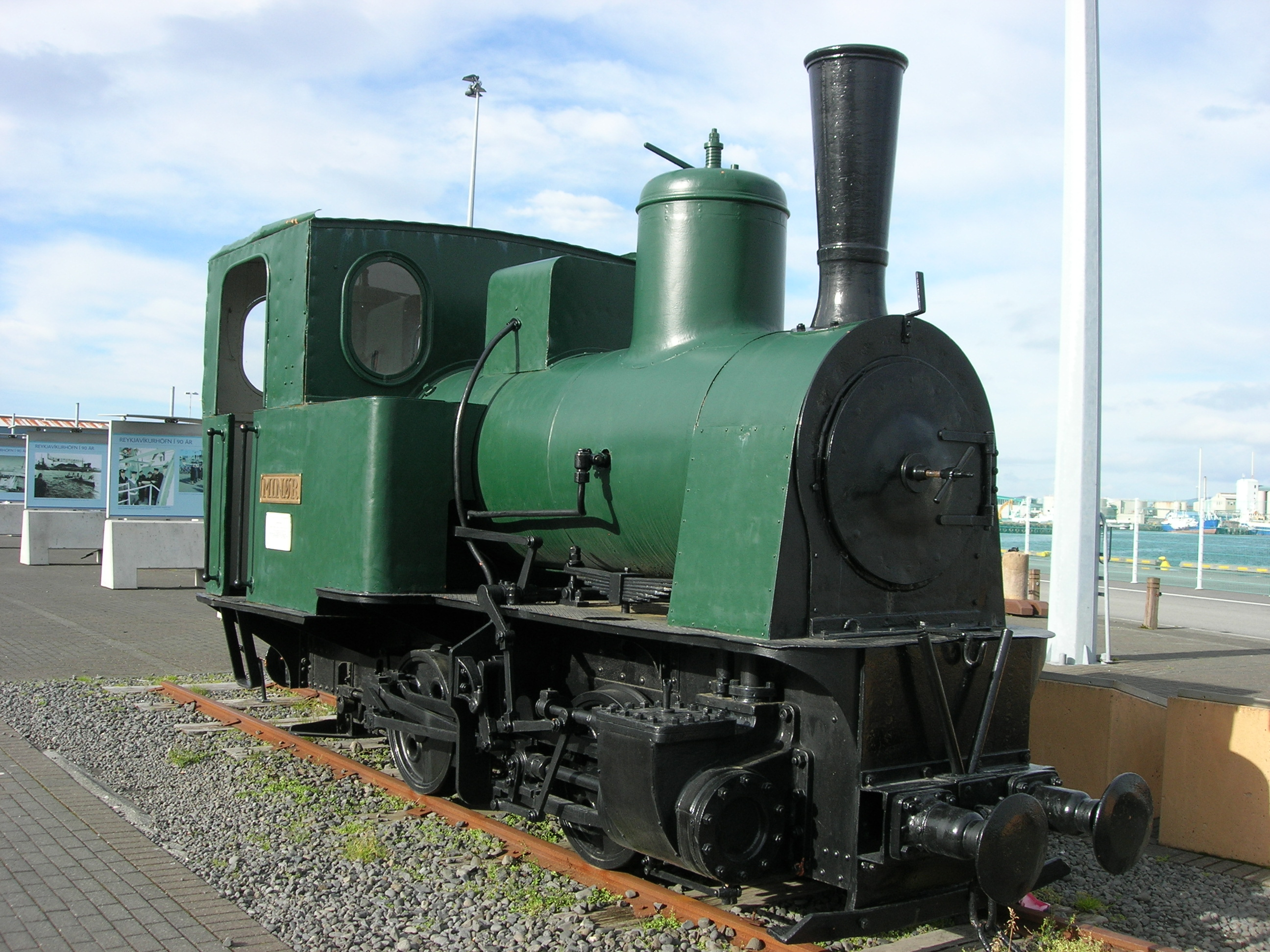
Locomotora Minør tal y como se conserva en la actualidad.

Probablemente el proyecto ferroviario islandés más conocido, el ferrocarril del puerto de Reikiavik, de 900 mm de vía estrecha, funcionó desde 1913 hasta 1928 para la construcción de los rompeolas del puerto. El ferrocarril partía de una cantera en las afueras de la ciudad, Öskjuhlíð, desde donde recorría una corta distancia hasta un cruce, un bucle de paso y unos apartaderos. Este cruce estaba situado justo al sur de un gran campo que se convirtió (y sigue siendo) en el aeropuerto de la ciudad de Reikiavik. Desde aquí, una línea discurría hacia el oeste, rodeando el borde occidental de la ciudad, antes de seguir por el recién construido muelle del puerto occidental hasta la isla de Effersey. En este punto, una bifurcación permitía a los trenes dar marcha atrás a lo largo de otra línea, construida sobre el muro del puerto exterior, y que se extendía a medida que el propio muro se alargaba. Desde el primer cruce, una segunda línea discurría hacia el este, rodeando granjas, hasta un depósito de locomotoras situado a las afueras de la ciudad y hasta otro cruce en el que un corto ramal conducía a una cantera secundaria (ahora en el corazón del distrito residencial de la capital), mientras que la línea principal continuaba hasta otro cruce en el borde de los muelles. A partir de aquí, una línea recorría el muelle (donde hoy se conserva una de las locomotoras en exposición) y la otra salía a lo largo del muro oriental del puerto.

### Locomotoras
El ferrocarril funcionaba con dos locomotoras de vapor construidas por la empresa de motores Jung de Alemania, ambas conservadas. Construidas en la década de 1890 en Alemania, trabajaron brevemente en Dinamarca antes de ser importadas a Islandia en 1913 para el proyecto del ferrocarril portuario. La locomotora Pioner es ahora una exposición estática en el Museo Folclórico de Islandia en Arbær, el Museo Árbær, mientras que la locomotora Minør, tras muchos años de almacenamiento en una cabaña Nissen bajo montones de basura, es ahora una exposición estática al aire libre en Reikiavik. En el Museo Marítimo de Reikiavik se exhibe una maqueta de parte de este ferrocarril, con una de las locomotoras en funcionamiento. La Minør fue la primera en ser retirada, mientras que la Pioner (a la que se le sustituyó la caldera en 1910 para alargar su vida útil) siguió funcionando hasta el cierre del ferrocarril en 1928.

### Material rodante
El vehículo principal de este ferrocarril era el vagón abierto de cuatro ruedas. Funcionaba un gran número de estos vagones, que se construían con laterales de apertura total para la carga y descarga. No se cree que haya sobrevivido ninguno de estos vehículos.

### Incidentes
El primer accidente ferroviario de Islandia se produjo en el Ferrocarril del Puerto de Reikiavik. Los registros del Museo Árbær muestran que ambas locomotoras del Ferrocarril del Puerto de Reikiavik sufrieron accidentes entre las dos guerras mundiales. La Pioner fue descarrilada deliberadamente por unos vándalos que colocaron una cadena en la vía y lastraron sus dos lados con piedras. Más tarde afirmaron que estaban probando el rendimiento de la locomotora, ya que había sobrevivido a sus experimentos anteriores de colocar monedas y tablones en la vía. La Minør sufrió un auténtico accidente cuando un tramo de vía cedió bajo la locomotora. Más tarde se descubrió que la causa era que las traviesas de madera que sostenían la vía estaban podridas.

## Tren ligero de Kárahnjúkar
Un ferrocarril ligero operado con diésel construido en los primeros años del siglo XXI en relación con la construcción del proyecto de energía hidroeléctrica de Kárahnjúkar. El ferrocarril consta de tres trenes que viajan las 24 horas del día. Los tres trenes transportaban personas, hormigón y otros elementos para mantener en funcionamiento las máquinas de perforación. Las composiciones de los trenes consistían en locomotoras y vagones de color blanco. Las composiciones fueron construidas por la empresa alemana Schöma. Su vida útil se limitó al periodo de construcción de este proyecto, y ahora ha cerrado. Gran parte del equipo utilizado fue alquilado a Schoma Lokomotiven de Alemania y ha vuelto allí.

### Incidentes
En 2004 se produjo la primera colisión de dos trenes en Islandia. Un tren de pasajeros que transportaba trabajadores de la construcción chocó con un tren de cemento en un túnel, situado bajo la montaña Valþjófstaðarfjall. Tres personas fueron atendidas por sus heridas en el percance ferroviario.

## Ferrocarril de la granja de Korpúlfsstaðir
Korpúlfsstaðir fue una de las primeras granjas industriales de Islandia. Construida en 1930 por el industrial islandés Thor Jensen, estaba situada en las afueras de Reikiavik, en la carretera de Þingvellir. La granja estaba equipada con una red ferroviaria de vía estrecha de 600 mm, que permitía el transporte de mercancías y materiales alrededor del recinto de la granja. El material rodante consistía principalmente en vagones de cuatro ruedas. No había locomotoras operativas durante ninguna de las dos visitas documentadas a este ferrocarril (en 1984 y 1993), y los trenes eran maniobrados a mano por el personal de la granja. No se sabe si el ferrocarril estaba equipado originalmente con locomotoras. En la actualidad, la granja Korpúlfsstaðir ha cerrado y el lugar se ha convertido en un campo de golf y una escuela primaria, incorporando la mayoría de los edificios originales de la granja. No se conserva ninguna parte de esta red ferroviaria.

## Ferrocarriles de línea en la década de 1900

### Primeras propuestas
En 1906 se hicieron las primeras propuestas oficiales de ferrocarril en Islandia. La ruta iría de Reikiavik a Selfoss pasando por Þingvallavatn. Esta ruta permitiría ampliarla hasta Akranes/Borgarfjörður y Rangarvöllur. Las encuestas se realizaron en verano a instancias del Primer Ministro, Hannes Hafstein. En los años siguientes, el ingeniero Jón Þorláksson realizó más estudios sobre las nevadas y las estimaciones de costes, incluyendo una comparación de costes entre los sistemas de petróleo y los de carbón.

### Propuestas en los años veinte del siglo XX
En 1921, Alþingi decidió volver a estudiar la posibilidad de construir un ferrocarril. Posteriormente, en 1922-1923, un ingeniero danés realizó estudios sobre una ruta de Reikiavik a Selfoss a través de Þrengsli. Era la solución más corta y barata. La ruta estaba pensada para transportar tanto pasajeros como mercancías, lo que habría resultado más barato que los métodos de transporte existentes. En 1927, el plan de desarrollo de la ciudad de Reikiavik incluía una terminal ferroviaria a las afueras del centro de Reikiavik, en Norðurmýri, con múltiples andenes. El tráfico de automóviles aumentaba y era necesario mejorar las carreteras. Se hicieron comparaciones entre un sistema de carreteras y uno de ferrocarril en Islandia, y finalmente se determinó que las carreteras tendrían prioridad. En 1931 se abandonaron los planes de ferrocarriles en Islandia.

## Ferrocarriles propuestos recientemente
Ha habido propuestas intermitentes para la construcción de un ferrocarril de pasajeros desde Reikiavik al aeropuerto internacional de Keflavík, primero a principios de la década de 2000. En 2003 se eliminó la idea de un ferrocarril en el aeropuerto y se construyó una carretera de doble calzada (carretera 41) en lugar del ferrocarril, que se inauguró en 2008.
Más recientemente, un grupo privado ha estado estudiando la idea de un ferrocarril de aeropuerto. En 2014, Ráðgjöf og verkefnastjórnun llevó a cabo un estudio de viabilidad en el que se declaraba que un ferrocarril aeroportuario de alta velocidad sería factible con el creciente número de turistas que llegan a Islandia y el número de pasajeros en el aeropuerto internacional de Keflavík. El proyecto ha empezado a buscar financiación y ha iniciado conversaciones con los municipios locales sobre la planificación y el trazado del ferrocarril. El ferrocarril discurriría en doble vía desde el aeropuerto, aproximadamente en paralelo a la carretera actual, y en túneles desde Hafnafjörður con una terminal en la estación principal de autobuses de Reikiavik, BSÍ. La velocidad máxima de funcionamiento es de 250 km/h, y el trayecto duraría 15 minutos. En 2015 se creó "Fluglestin Þróunarfélag ehf." con la intención de conseguir financiación para el proyecto y la planificación. El nombre propuesto en inglés para el proyecto es "Lava Express". Inicialmente, el proyecto preveía que la construcción comenzara en 2020.
En 2019, todos los municipios por los que pasaría la línea ferroviaria han aprobado un acuerdo de cooperación sobre la zonificación relacionada con el proyecto, excepto Hafnarfjörður, y Morgunblaðið ha informado de que se ha programado una reunión con el alcalde de Hafnarfjörður. Una vez que se haya llegado a un acuerdo completo, las obras de construcción podrían comenzar ya en 2022.

### Tren ligero
También ha habido propuestas serias de un sistema de tren ligero para la región de la capital (Reikiavik, Kópavogur, Hafnafjörður). En el plan maestro de Samtök Sveitarfélaga á Höfuðborgarsvæðinu (Asociación de municipios de la zona de la capital) para la zona de la capital, Höfuðborgarsvæðið 2040, la sección de transporte esboza un plan para crear un sistema de tren ligero/BRT en la zona de la capital. Los alcaldes de los respectivos municipios han dado su visto bueno a este plan maestro y han mostrado su interés por esta propuesta, que se encuentra actualmente en fase de planificación. Se ha presionado a Alþingi y a los municipios para que aclaren cómo se financiará el proyecto.